# Soka (Poncowarno)
Soka is een bestuurslaag in het regentschap Kebumen van de provincie Midden-Java, Indonesië. Soka telt 2518 inwoners (volkstelling 2010).